# Dirades subdentata
Dirades subdentata är en fjärilsart som beskrevs av Walker 1866. Dirades subdentata ingår i släktet Dirades och familjen Uraniidae. Inga underarter finns listade i Catalogue of Life.